# N'Golo Kanté
N'Golo Leon Jules Kanté (født 29. marts 1991 i Paris, Frankrig) er en fransk professionel fodboldspiller, som spiller for Saudi Pro League-klubben Al-Ittihad og Frankrigs landshold.

## Klubkarriere
Efter at have spillet ungdomsfodbold i en lille klub i fødebyen Paris, flyttede Kanté i 2010 til US Boulogne, hvor han i 2012 blev en del af klubbens førsteholdstrup i Ligue 2. Han debuterede for holdet 18. maj 2012 i en hjemmekamp mod Monaco. Året efter skiftede han til et andet Ligue 2-hold, SM Caen, som han var med til at sikre oprykning til den bedste række i sæsonen 2013-14.
Efter overbevisende præstationer for Caen i Ligue 1 i sæsonen 2014-15 blev Kanté i sommeren 2015 solgt til den engelske Premier League-klub Leicester City for en pris, der mentes at ligge på omkring otte millioner euro. I Premier League-sæsonen 2015-16, var Kanté fast mand på Leicesters defensive midtbane, og gik i løbet af året fra at være en relativt ukendt ny spiller i ligaen til at være en af dens store stjerner. Han hjalp Leicester til et sensationelt mesterskab, og blev samtidig ved sæsonens afslutning udtaget til årets hold i ligaen, det såkaldte PFA Team of the Year. Han var en af fire Leicester-spillere, der blev udtaget til holdet.
Trods Leicesters kvalifikation til den følgende sæsons Champions League, valgte Kanté alligevel at forlade Leicester allerede i sommeren 2016, efter kun én sæson i klubben. Han skiftede i stedet til Chelsea, for en pris på 32 millioner britiske pund. Chelsea havde i modsætning til Leicester haft en dårlig sæson, og slet ikke var kvalificeret til at spille europæisk fodbold det kommende år.
Mens Leicester faldt i niveau efter Kantés afgang vendte Chelsea i 2016-17-sæsonen tilbage til toppen af engelsk fodbold. Kanté spillede 35 ud af klubbens 38 Premier League-kampe i sæsonen, var med til at sikre klubben sit sjette engelske mesterskab, og blev for andet år i træk udtaget til Årets Hold i ligaen. Chelsea vandt Champions League i 2021 og Kanté blev kåret som "Player of the Match" i finalen.
Al-Ittihad
Kanté skiftede 30. juni 2023 til den saudiarabiske Saudi Professional League klub Al-Ittihad på en 4 år lang aftale med klubben indtil juni 2027.

## Landsholdskarriere
Kanté står (pr. juli 2023) noteret for 53 kampe og to scoringer for Frankrigs landshold, som han debuterede for 25. marts 2016 i en venskabskamp på udebane mod Holland. Han blev efterfølgende udtaget til EM i 2016 på hjemmebane. Her spillede han fire af franskmændenes syv kampe i turneringen, men var dog ikke på banen i finalenederlaget til Portugal.

## Titler
Champions League
- 2021 med Chelsea

UEFA Europa League
- 2019 med Chelsea

Premier League
- 2016 med Leicester
- 2017 med Chelsea

FA Cup
- 2018 med Chelsea

VM i fodbold
- 2018 med Frankrig